# بيت الثوباني (مناخة)

تعديل مصدري - تعديل

بيت الثوباني هي إحدى قرى عزلة حصبان بمديرية مناخة التابعة لمحافظة صنعاء، بلغ تعداد سكانها 245 نسمة حسب تعداد اليمن لعام 2004.